# Championnat de Belgique de football de quatrième division 1954-1955
Navigation
saison précédente saison suivante
Le Championnat de Belgique de football D4 1954-1955 est la troisième édition du championnat de promotion belge en tant que 4e niveau national.
Le champion de chacune des quatre séries est promu en Division 3, tandis que les trois derniers de chaque séries sont relégués en Première provinciale.
La compétition sacre quatre nouveaux champions, mais toutefois un seul d'entre eux, Waaslandia Burcht, monte au 3e niveau national pour la première fois.
Seuls, deux des douze montants sont relégués à la fin de l'exercice: Betekom et Bertrix.

## Changement d'appellation
Par rapport à la saison précédente, le Football Club Nut en Vermaak Grobbendonk (matricule 380) est reconnu Société Royale. Le club adapte sa dénomination officielle qui devient Koninklijke Football Club Grobbendonk  (matricule 380).

## Participants 1954-1955
64 clubs prennent part à cette compétition, soit le même nombre que lors de l'édition précédente.
Les clubs dont le matricule est indiqué en gras existent encore lors de la saison 2012-2013.

### Série A
| #  | Nom                                      | Mat. | Ville       | Stades            | Provinces | En Prom depuis  | Total en Prom. | S. précédente      |
| -- | ---------------------------------------- | ---- | ----------- | ----------------- | --------- | --------------- | -------------- | ------------------ |
| 1  | Football Club Winterslag                 | 322  | Winterslag  | Noordlaanstadion  | Limbourg  | 1954-1955 (1re) | 1 saison       | Div. 3 Série B 15e |
| 2  | Royal Excelsior Football Club Hasselt    | 37   | Hasselt     | Stedelijkestadion | Limbourg  | 1952-1953 (3e)  | 3 saisons      | 12e Série B        |
| 3  | Koninklijke Football Club Grobbendonk    | 380  | Grobbendonk | ??                | Anvers    | 1953-1954 (2e)  | 2 saisons      | 6e Série C         |
| 4  | Koninklijke Aarschot Sport               | 441  | Aarschot    | ??                | Brabant   | 1952-1953 (3e)  | 3 saisons      | 9e Série B         |
| 5  | Koninklijke Voetbalvereniging Looi Sport | 569  | Tessenderlo | ??                | Limbourg  | 1953-1954 (2e)  | 2 saisons      | 8e Série B         |
| 6  | Koninklijke Wezel Sport                  | 844  | Mol         | ??                | Anvers    | 1952-1953 (3e)  | 3 saisons      | 3e Série B         |
| 7  | Koninklijke Mol Sport                    | 852  | Mol         | ??                | Anvers    | 1953-1954 (2e)  | 2 saisons      | 7e Série B         |
| 8  | Football Club Verbroedering Arendonk     | 915  | Arendonk    | ??                | Anvers    | 1952-1953 (3e)  | 3 saisons      | 10e Série B        |
| 9  | Football Club Nijlen                     | 1065 | Nijlen      | ??                | Anvers    | 1952-1953 (3e)  | 3 saisons      | 12e Série C        |
| 10 | Football Club Helzold                    | 1488 | Zolder      | ??                | Limbourg  | 1953-1954 (2e)  | 2 saisons      | 4e Série B         |
| 11 | Koninklijke Voetbalvereniging Vosselaar  | 2391 | Vosselaar   | ??                | Anvers    | 1952-1953 (3e)  | 3 saisons      | 5e Série B         |
| 12 | Football Club Eendracht Houthalen        | 2402 | Houthalen   | ??                | Limbourg  | 1952-1953 (3e)  | 3 saisons      | 6e Série B         |
| 13 | Football Club Esperanza Neerpelt         | 2529 | Neerpelt    | ??                | Limbourg  | 1952-1953 (3e)  | 3 saisons      | 2e Série B         |
| 14 | Koninklijke Football Club Diest          | 41   | Diest       | De Warande        | Brabant   | 1954-1955 (1re) | 1 saison       | P1 Brabant         |
| 15 | Vlug en Vrij Overpelt-Fabriek            | 2554 | Overpelt    | De Leukens        | Limbourg  | 1954-1955 (1re) | 1 saison       | P1 Limbourg        |
| 16 | Athletic Club Betekom                    | 3634 | Betekom     | ??                | Brabant   | 1954-1955 (1re) | 1 saison       | P1 Brabant         |

#### Localisations Série A
| \| Abréviations: · GR = K. FC Grobbendonk · HOU = FC Eendracht Houthalen · LO = K. VV Looi Sport · OVE= V&V Overpelmt-Fabriel GR Nijlen Vosselaar Arendonk Wezel Mol LO Neerpelt OVE HOU Winterslag Hasselt Helzold Aarschot Betekom Diest \| Localisation des clubs engagés en Promotion A 1954-1955 |
| Abréviations: · GR = K. FC Grobbendonk · HOU = FC Eendracht Houthalen · LO = K. VV Looi Sport · OVE= V&V Overpelmt-Fabriel GR Nijlen Vosselaar Arendonk Wezel Mol LO Neerpelt OVE HOU Winterslag Hasselt Helzold Aarschot Betekom Diest                                                               |

### Série B
| #  | Nom                                      | Mat. | Ville           | Stades | Provinces | En Prom depuis  | Total en Prom. | S. précédente      |
| -- | ---------------------------------------- | ---- | --------------- | ------ | --------- | --------------- | -------------- | ------------------ |
| 1  | Rupel Sportkring                         | 2138 | Boom            | ??     | Anvers    | 1954-1955 (1re) | 1 saison       | Div. 3 Série A 15e |
| 2  | Royal Crossing Football Club Ganshoren   | 55   | Ganshoren       | ??     | Brabant   | 1952-1953 (3e)  | 3 saisons      | 8e Série C         |
| 3  | Royal Cercle Sportif Saint-Josse         | 83   | St-Josse        | ??     | Brabant   | 1952-1953 (3e)  | 3 saisons      | 13e Série C        |
| 4  | Koninklijke Boechoutse Voetbalvereniging | 121  | Boechout        | ??     | Anvers    | 1952-1953 (3e)  | 3 saisons      | 13e Série D        |
| 5  | Royal Léopold Club Hornu                 | 129  | Hornu           | ??     | Hainaut   | 1952-1953 (3e)  | 3 saisons      | 10e Série C        |
| 6  | Royale Union Jemappes                    | 136  | Jemappes        | ??     | Hainaut   | 1952-1953 (3e)  | 3 saisons      | 4e Série C         |
| 7  | Royal Sporting Club Wasmes               | 137  | Wasmes          | ??     | Hainaut   | 1952-1953 (3e)  | 3 saisons      | 11e Série C        |
| 8  | Royal Cercle Sportif Florennois          | 268  | Florennes       | ??     | Namur     | 1952-1953 (3e)  | 3 saisons      | 12e Série A        |
| 9  | Koninklijke Football Club Duffel         | 284  | Duffel          | ??     | Anvers    | 1952-1953 (3e)  | 3 saisons      | 9e Série C         |
| 10 | Royal Sporting Club Union Progrès Jette  | 474  | Jette           | ??     | Brabant   | 1952-1953 (3e)  | 3 saisons      | 3e Série C         |
| 11 | Royal Football Club Houdinois            | 704  | Houdeng-Gœgnies | ??     | Hainaut   | 1953-1954 (2e)  | 2 saisons      | 5e Série C         |
| 12 | Voetbalclub Vlug en Vrij Terhagen        | 2645 | Terhagen        | ??     | Anvers    | 1952-1953 (3e)  | 3 saisons      | 2e Série C         |
| 13 | Royal Ham Football Club                  | 149  | Ham-s/S.        | ??     | Namur     | 1954-1955 (1re) | 2 saisons      | P1 Namur           |
| 14 | Union Sportive du Centre                 | 213  | Haine-St-P.     | ??     | Hainaut   | 1954-1955 (1re) | 2 saisons      | P1 Hainaut         |
| 15 | Football Club Heist Sportief             | 2948 | Heist           | ??     | Anvers    | 1954-1955 (1re) | 1 saison       | P1 Anvers          |
| 16 | Kontich Football Club                    | 3029 | Kontich         | ??     | Anvers    | 1954-1955 (1re) | 1 saison       | P1 Anvers          |

### Localisations Série B
| \| Bruxelles: · R. Crossing FC Ganshoren · R. CS St-Josse · R. SCUP Jette Abréviations: · H-G = R. FC Houdinois · HOR = R. Léopold Cl. Hornu · JEM = R. Union Jemappienne · WAS = R. SC Wasmes Bouchout Kontich Terhagen Duffel Rupel SK Heist Bruxelles Centre H-G JEM HOR WAS Florennes Ham \| Localisation des clubs engagés en Promotion B 1954-1955 |
| Bruxelles: · R. Crossing FC Ganshoren · R. CS St-Josse · R. SCUP Jette Abréviations: · H-G = R. FC Houdinois · HOR = R. Léopold Cl. Hornu · JEM = R. Union Jemappienne · WAS = R. SC Wasmes Bouchout Kontich Terhagen Duffel Rupel SK Heist Bruxelles Centre H-G JEM HOR WAS Florennes Ham                                                               |

#### Localisation des clubs bruxellois
les 3 cercles bruxellois sont :
(2) R. SCUP Jette
(3) R. Crossing FC Ganshoren
(13)R. CS St-Josse

### Série C
| #  | Nom                                          | Mat. | Ville           | Stades           | Provinces       | En Prom depuis  | Total en Prom. | S. précédente      |
| -- | -------------------------------------------- | ---- | --------------- | ---------------- | --------------- | --------------- | -------------- | ------------------ |
| 1  | Royale Association Sportive Renaisienne      | 38   | Renaix          | avenue du 4 mars | Fl. orientale   | 1953-1954 (2e)  | 2 saisons      | 3e Série D         |
| 2  | Royal Ixelles Sporting Club                  | 42   | Ixelles         | ??               | Brabant         | 1952-1953 (3e)  | 3 saisons      | 4e Série A         |
| 3  | Royal Vilvorde Football Club                 | 49   | Vilvorde        | ??               | Brabant         | 1952-1953 (3e)  | 3 saisons      | 7e Série C         |
| 4  | Royal Cercle Sportif Brainois                | 75   | Braine-l’Alleud | ??               | Brabant         | 1952-1953 (3e)  | 3 saisons      | 2e Série A         |
| 5  | Koninklijke Sportvereniging Oudenaarde       | 81   | Audenarde       | ??               | Fl. orientale   | 1952-1953 (3e)  | 3 saisons      | 12e Série D        |
| 6  | Royal Union Halloise                         | 87   | Hal             | ??               | Brabant         | 1953-1954 (2e)  | 2 saisons      | 8e Série A         |
| 7  | Royal Cercle Sportif Hallois                 | 120  | Hal             | ??               | Brabant         | 1952-1953 (3e)  | 3 saisons      | 11e Série A        |
| 8  | Koninklijke Sportkring Roeselare             | 134  | Roulers         | 't Motje         | Fl. occidentale | 1952-1953 (3e)  | 3 saisons      | 2e Série D         |
| 9  | Koninklijke Football Club Eeklo              | 231  | Eeklo           | ??               | Fl. orientale   | 1952-1953 (3e)  | 3 saisons      | 7e Série D         |
| 10 | Koninklijke Racing Club Lokeren              | 282  | Lokeren         | ??               | Fl. orientale   | 1952-1953 (3e)  | 3 saisons      | 4e Série D         |
| 11 | Koninklijke Football Club Roeselare          | 286  | Roulers         | Rodenbachstadion | Fl. occidentale | 1952-1953 (3e)  | 3 saisons      | 9e Série D         |
| 12 | Koninklijke Sportkring Geraardsbergen        | 290  | Grammont        | ??               | Fl. orientale   | 1952-1953 (3e)  | 3 saisons      | 10e Série D        |
| 13 | Royal Stade Mouscronnois                     | 508  | Mouscron        | ??               | Fl. occidentale | 1952-1953 (3e)  | 3 saisons      | 5e Série D         |
| 14 | Football Club La Rhodienne                   | 1274 | Rhode-St-G.     | ??               | Brabant         | 1952-1953 (3e)  | 3 saisons      | 7e Série A         |
| 15 | Koninklijke Vereniging Cercle Sportif Yprois | 100  | Ypres           | ??               | Fl. occidentale | 1954-1955 (1re) | 1 saison       | P1 Fl. occidentale |
| 16 | Sportkring Deinze                            | 818  | Ypres           | ??               | Fl. orientale   | 1954-1955 (1re) | 1 saison       | P1 Fl. orientale   |

### Localisations Série C
| \| Vilvorde Ixelles Rhodienne Braine U. Hal CS Hal Ypres FC Roeselare SK Roeselare Mouscron Eeklo Deinze Lokeren Audenarde Renaix Grammont \| Localisation des clubs engagés en Promotion C 1954-1955 |
| Vilvorde Ixelles Rhodienne Braine U. Hal CS Hal Ypres FC Roeselare SK Roeselare Mouscron Eeklo Deinze Lokeren Audenarde Renaix Grammont                                                               |

### Série D
| #  | Nom                                                  | Mat. | Ville                | Stades       | Provinces  | En Prom depuis  | Total en Prom. | S. précédente      |
| -- | ---------------------------------------------------- | ---- | -------------------- | ------------ | ---------- | --------------- | -------------- | ------------------ |
| 1  | Royal Herve Football Club                            | 32   | Merksem              | ??           | Liège      | 1954-1955 (1re) | 1 saison       | Div. 3 Série B 16e |
| 2  | Kon. Oude-Leerlingen St-Augustinus Merksem Sportclub | 544  | Merksem              | ??           | Anvers     | 1954-1955 (1re) | 1 saison       | Div. 3 Série A 16e |
| 3  | Royal Fléron Football Club                           | 33   | Fléron               | ??           | Liège      | 1952-1953 (3e)  | 3 saisons      | 13e Série B        |
| 4  | Cappellen Football Club Koninklijke Maatschappij     | 43   | Kapellen             | ??           | Anvers     | 1952-1953 (3e)  | 3 saisons      | 6e Série D         |
| 5  | Royale Union Hutoise Football Club                   | 76   | Huy                  | ??           | Liège      | 1952-1953 (3e)  | 3 saisons      | 10e Série A        |
| 6  | Koninklijke Racing Club Borgerhout                   | 84   | Borgerhout           | ??           | Anvers     | 1952-1953 (3e)  | 3 saisons      | 8e Série D         |
| 7  | Royale Jeunesse Arlonaise                            | 143  | Arlon                | Beau Site    | Luxembourg | 1952-1953 (3e)  | 3 saisons      | 9e Série A         |
| 8  | Royal Cercle Sportif Andennais                       | 307  | Andenne              | Julien Pappa | Namur      | 1953-1954 (2e)  | 2 saisons      | 5e Série A         |
| 9  | Royal Albert Club Chèvremontois                      | 529  | Vaux-sous-Chèvremont | ??           | Liège      | 1953-1954 (2e)  | 2 saisons      | 11e Série B        |
| 10 | Football Club Waaslandia Burcht                      | 557  | Burcht               | ??           | Anvers     | 1953-1954 (2e)  | 2 saisons      | 11e Série D        |
| 11 | Royal Ans Football Club                              | 617  | Ans                  | ??           | Liège      | 1953-1954 (2e)  | 2 saisons      | 6e Série A         |
| 12 | Cercle Sportif Libramontois                          | 1590 | Libramont            | ??           | Luxembourg | 1952-1953 (3e)  | 3 saisons      | 13e Série A        |
| 13 | Léopold Club Bastogne                                | 2263 | Bastogne             | ??           | Luxembourg | 1953-1954 (2e)  | 2 saisons      | 3e Série A         |
| 14 | Prayon Football Club                                 | 226  | Prayon               | ??           | Liège      | 1954-1955 (1re) | 1 saison       | P1 Liège           |
| 15 | Football Club Melen-Micheroux                        | 1249 | Melen                | ??           | Liège      | 1954-1955 (1re) | 2 saisons      | P1 Liège           |
| 16 | Entente Bertrigeoise                                 | 4267 | Bertrix              | ??           | Luxembourg | 1954-1955 (1re) | 2 saisons      | P1 Luxembourg      |

### Localisations Série D
| \| Anvers: · Cappellen FC KM · K. RC Borgerhout · K. OLSE Merksem SC Liège & région: · 1: R. Ans FC · 2: R. Fléron FC · 3: FC Melen-Micheroux · 4: R. AC Chèvremontois · Anvers Liège 1 2 3 4 Herve Prayon Huy Andenne Bastogne Bertrix Libramont Arlon W. Burcht \| Localisation des clubs engagés en Promotion D 1954-1955 |
| Anvers: · Cappellen FC KM · K. RC Borgerhout · K. OLSE Merksem SC Liège & région: · 1: R. Ans FC · 2: R. Fléron FC · 3: FC Melen-Micheroux · 4: R. AC Chèvremontois · Anvers Liège 1 2 3 4 Herve Prayon Huy Andenne Bastogne Bertrix Libramont Arlon W. Burcht                                                               |

## Classements finaux
- Le nom des clubs est celui employé à l'époque

Légende
- Clubs champions et promus en Division 3 la saison suivante
- Clubs relégués en Première provinciale la saison suivante

Abréviations
 : Clubs relégués de « Division 3 » depuis la saison précédente 
: Clubs promus de Première provinciale depuis la saison précédente

### Promotion A
| Rang | Équipe                       | Pts | J  | G  | N | P  | Bp | Bc  | Diff |
| ---- | ---------------------------- | --- | -- | -- | - | -- | -- | --- | ---- |
| 1    | K. MOL SPORT                 | 47  | 30 | 20 | 7 | 3  | 86 | 39  | +47  |
| 2    | FC Helzold                   | 39  | 30 | 17 | 5 | 8  | 74 | 38  | +36  |
| 3    | FC Eendracht Houthalen       | 37  | 30 | 16 | 5 | 9  | 76 | 58  | +18  |
| 4    | K. Vereniging Aarschot Sport | 37  | 30 | 17 | 3 | 10 | 79 | 52  | +27  |
| 5    | K. VV Looi Sport             | 34  | 30 | 13 | 8 | 9  | 60 | 56  | +4   |
| 6    | V&V Overpelt-Fabriek         | 34  | 30 | 14 | 6 | 10 | 74 | 57  | +17  |
| 7    | K. Wezel Sport               | 30  | 30 | 13 | 4 | 13 | 80 | 71  | +9   |
| 8    | FC Nijlen                    | 30  | 30 | 13 | 4 | 13 | 49 | 55  | -6   |
| 9    | K. VV Vosselaar              | 29  | 30 | 11 | 7 | 12 | 60 | 60  | 0    |
| 10   | K. FC Grobbendonk            | 29  | 30 | 12 | 5 | 13 | 59 | 72  | -13  |
| 11   | FC Esperanza Neerpelt        | 28  | 30 | 10 | 8 | 12 | 66 | 74  | -8   |
| 12   | FC Winterslag                | 27  | 30 | 9  | 9 | 12 | 55 | 62  | -7   |
| 13   | K. FC Diest                  | 27  | 30 | 11 | 5 | 14 | 82 | 79  | +3   |
| 14   | R. Excelsior FC Hasselt      | 24  | 30 | 8  | 8 | 14 | 52 | 56  | -4   |
| 15   | FC Verbroering Arendonk      | 20  | 30 | 8  | 4 | 18 | 58 | 94  | -36  |
| 16   | AC Betekom                   | 8   | 30 | 2  | 4 | 24 | 39 | 126 | -87  |

### Promotion B
| Rang | Équipe                   | Pts | J  | G  | N  | P  | Bp | Bc | Diff |
| ---- | ------------------------ | --- | -- | -- | -- | -- | -- | -- | ---- |
| 1    | R. SCUP JETTE            | 48  | 30 | 22 | 4  | 4  | 80 | 35 | +45  |
| 2    | R. Crossing FC Ganshoren | 39  | 30 | 15 | 9  | 6  | 63 | 37 | +26  |
| 3    | FC Heist Sportief        | 33  | 30 | 12 | 9  | 9  | 69 | 49 | +20  |
| 4    | Kontich FC               | 33  | 30 | 14 | 5  | 11 | 63 | 47 | +16  |
| 5    | VC V&V Terhagen          | 32  | 30 | 10 | 12 | 8  | 66 | 50 | +16  |
| 6    | K. Boechoutse VV         | 31  | 30 | 13 | 5  | 12 | 57 | 63 | -6   |
| 7    | R. Union Jemappes        | 30  | 30 | 11 | 8  | 11 | 49 | 55 | -6   |
| 8    | R. Ham FC                | 30  | 30 | 12 | 6  | 12 | 73 | 66 | +7   |
| 9    | Rupel SK                 | 29  | 30 | 12 | 5  | 13 | 47 | 59 | -12  |
| 10   | US du Centre             | 29  | 30 | 13 | 3  | 14 | 61 | 53 | +8   |
| 11   | R. SC Wasmes             | 29  | 30 | 13 | 3  | 14 | 41 | 53 | -12  |
| 12   | R. FC Houdinois          | 28  | 30 | 12 | 4  | 14 | 46 | 50 | -4   |
| 13   | R. CS Florennois         | 25  | 30 | 10 | 5  | 15 | 44 | 59 | -15  |
| 14   | R. CS Saint-Josse        | 23  | 30 | 7  | 9  | 14 | 38 | 63 | -25  |
| 15   | K. FC Duffel             | 22  | 30 | 7  | 8  | 15 | 41 | 69 | -28  |
| 16   | R. Léopold Club Hornu    | 19  | 30 | 8  | 3  | 19 | 56 | 86 | -30  |

### Promotion C
| Rang | Équipe                  | Pts | J  | G  | N | P  | Bp | Bc | Diff |
| ---- | ----------------------- | --- | -- | -- | - | -- | -- | -- | ---- |
| 1    | R. CS HALLOIS           | 41  | 30 | 18 | 5 | 7  | 72 | 39 | +33  |
| 2    | R. CS Brainois          | 40  | 30 | 16 | 8 | 6  | 61 | 39 | +22  |
| 3    | R. Ixelles SC           | 37  | 30 | 17 | 3 | 10 | 69 | 50 | +19  |
| 4    | K. SK Geraardsbergen    | 36  | 30 | 14 | 8 | 8  | 57 | 44 | +13  |
| 5    | K. SK Roeselaere        | 36  | 30 | 15 | 6 | 9  | 67 | 48 | +19  |
| 6    | R. Stade Mouscronnois   | 35  | 30 | 15 | 5 | 10 | 72 | 63 | +9   |
| 7    | K. Vereniging CS Yprois | 33  | 30 | 13 | 7 | 10 | 79 | 74 | +5   |
| 8    | K. RC Lokeren           | 32  | 30 | 12 | 8 | 10 | 70 | 62 | +8   |
| 9    | K. SV Oudenaarde        | 31  | 30 | 14 | 3 | 13 | 59 | 54 | +5   |
| 10   | R. AS Renaisienne       | 27  | 30 | 11 | 5 | 14 | 53 | 56 | -3   |
| 11   | K. FC Eeklo             | 27  | 30 | 9  | 9 | 12 | 49 | 54 | -5   |
| 12   | KM SK Deinze            | 25  | 30 | 9  | 7 | 14 | 45 | 55 | -10  |
| 13   | K. Vilvoorde FC         | 24  | 30 | 8  | 8 | 14 | 37 | 61 | -24  |
| 14   | K. FC Roeselaere        | 21  | 30 | 7  | 7 | 16 | 44 | 61 | -17  |
| 15   | R. Union Halloise       | 18  | 30 | 6  | 6 | 18 | 32 | 73 | -41  |
| 16   | R. FC La Rhodienne      | 17  | 30 | 6  | 5 | 19 | 44 | 77 | -33  |

### Promotion D
| Rang | Équipe                       | Pts | J  | G  | N | P  | Bp | Bc  | Diff |
| ---- | ---------------------------- | --- | -- | -- | - | -- | -- | --- | ---- |
| 1    | VK WAASLANDIA BURCHT         | 43  | 30 | 19 | 5 | 6  | 91 | 48  | +43  |
| 2    | R. Ans FC                    | 40  | 30 | 17 | 6 | 7  | 72 | 44  | +28  |
| 3    | K. Cappellen FC              | 38  | 30 | 15 | 8 | 7  | 57 | 41  | +16  |
| 4    | K. OLSE Merksem SC           | 37  | 30 | 15 | 7 | 8  | 69 | 41  | +28  |
| 5    | R. Union Hutoise FC          | 36  | 30 | 14 | 8 | 8  | 60 | 44  | +16  |
| 6    | Léopold Club Bastogne        | 36  | 30 | 15 | 6 | 9  | 61 | 50  | +11  |
| 7    | R. Herve FC                  | 35  | 30 | 14 | 7 | 9  | 45 | 39  | +6   |
| 8    | Prayon FC                    | 29  | 30 | 12 | 5 | 13 | 56 | 65  | -9   |
| 9    | K. RC Borgerhout             | 28  | 30 | 10 | 8 | 12 | 34 | 47  | -13  |
| 10   | R. Jeunesse Arlonaise        | 27  | 30 | 10 | 7 | 13 | 73 | 71  | +2   |
| 11   | R. Fléron FC                 | 25  | 30 | 8  | 9 | 13 | 48 | 58  | -10  |
| 12   | R. CS Andennais              | 25  | 30 | 9  | 7 | 14 | 65 | 63  | +2   |
| 13   | FC Mélen-Micheroux           | 25  | 30 | 10 | 5 | 15 | 57 | 57  | 0    |
| 14   | R. Albert Club Chèvremontois | 24  | 30 | 8  | 8 | 14 | 54 | 60  | -6   |
| 15   | CS Libramontois              | 24  | 30 | 11 | 2 | 17 | 55 | 78  | -23  |
| 16   | Entente Bertrigeoise         | 8   | 30 | 3  | 2 | 25 | 29 | 120 | -91  |

## Récapitulatif de la saison
- Champion A: K. Mol Sport (1er titre en Promotion (D4))
- Champion B: R. SCUP Jette (1er titre en Promotion (D4))
- Champion C: R. CS Hallois (1er titre en Promotion (D4))
- Champion D: FC Waaslandia Burcht (1er titre en Promotion (D4))

- Deuxième et Troisième titre de Promotion (D4) pour la Province d'Anvers
- Deuxième et Troisième titre de Promotion (D4) pour la Province de Brabant

| Région flamande (0)             | Région flamande (0) | Province de Brabant (0)      | Province de Brabant (0) | Région wallonne (0)    | Région wallonne (0) |
| ------------------------------- | ------------------- | ---------------------------- | ----------------------- | ---------------------- | ------------------- |
| Province d'Anvers               | 0                   | Région de Bruxelles-Capitale | 0                       | Province de Hainaut    | 0                   |
| Province de Flandre-Occidentale | 0                   | Province du Brabant flamand  | 0                       | Province de Liège      | 0                   |
| Province de Flandre-Orientale   | 0                   | Province du Brabant wallon   | 0                       | Province de Luxembourg | 0                   |
| Province de Limbourg            | 0                   |                              |                         | Province de Namur      | 0                   |

1. ↑  Au niveau footballistique, la province de Brabant est toujours unitaire malgré sa partition territoriale en 1995.

### Admission en D3 / Relégation de D3
Les quatre champions montent en Division 3, où ils remplacent les quatre relégués: Patria Tongres, le VG Ostende, l'Excelsior St-Niklaas, et le Stade Waremme. 

#### Relégations vers les séries provinciales
12 clubs sont relégués vers le 5e niveau désormais appelé « Première provinciale ».
| Clubs                                                          |   | Provinces                       |
| -------------------------------------------------------------- | - | ------------------------------- |
| FC Verbr. Arendonk, K. FC Duffel                               | ⇒ | Province d'Anvers               |
| AC Betekom, R. Union Halloise, FC La Rhodienne, R. CS St-Josse | ⇒ | Province de Brabant             |
| K. RC Roeselare                                                | ⇒ | Province de Flandre-Occidentale |
|                                                                | ⇒ | Province de Flandre-Orientale   |
| R. LC Hornu                                                    | ⇒ | Province de Hainaut             |
| R. AC Chèvremontois                                            | ⇒ | Province de Liège               |
| R. Excel. FC Hasselt                                           | ⇒ | Province de Limbourg            |
| Entente Bertrigeoise, CS Libramontois                          | ⇒ | Province de Luxembourg          |
|                                                                | ⇒ | Province de Namur               |

##### Remarques concernant certains relégués
Pour huit des douze relégués de cette fin de saison, les séries nationales sont désormais un lointain rêve. 
- Le R. AC Chèvremontois n'y revient plus jamais (au moins jusqu'à 2012).
- Le K. FC Duffel doit patienter jusqu'en 1962 pour y remonter.
- L'Union Halloise ne revient qu'en 1975, mais sous l'appellation K. SK Halle après une fusion avec son voisin du K. SC Halle (ex-CS Hallois).
- Betekom ne retrouve la Promotion qu'en 1979.
- Le K. FC Roeselare ne revient qu'en 1986.
- Le Léopold Hornu effectue un bref retour d'une saison en 1997.
- De même, le CS St-Josse réapparaît en 2000, mais en fin de saison, le club est englobé dans une fusion avec l'actuel Léopold Uccle (matricule 5).
- L'Entente Bertrigoise voit sa patience récompensée en 2005.

#### Montées depuis les séries provinciales
Douze clubs sont admis en « Promotion » (4e niveau) depuis le 5e niveau désormais appelé « Première provinciale ».
| Provinces                       | Montant                              |
| ------------------------------- | ------------------------------------ |
| Province d'Anvers               | K. SK Hoboken, K. VV Oude God Sport  |
| Province de Brabant             | R. Ruisbroek FC, Standaard FC Grimde |
| Province de Flandre-Occidentale | K. FC Tielt                          |
| Province de Flandre-Orientale   | K. FAC Meulestede                    |
| Province de Hainaut             | R. US Binchoise                      |
| Province de Liège               | Club Amay Sportif, US Montagnarde    |
| Province de Limbourg            | K. Hasseltse VV                      |
| Province de Luxembourg          | R. FC JS Athusienne                  |
| Province de Namur               | Molignée Sport Maredret              |

## Débuts en Promotion
Cinq clubs ayant déjà évolué dans une série nationale du football belge prennent part pour la première fois au championnat de « Promotion » en tant que 4e niveau:
- K. OLSE Merksem et Rupel SK sont les 18e clubs anversois différents à jouer en « Promotion » (ex aequo avec Heist Sportief et Kontich, voir ci-après)
- K. FC Diest est le 15e club brabançon différent à jouer en « Promotion » (ex aequo avec AC Betekom, voir ci-après)
- R. Herve FC est le 12e club liégeois différent à jouer en « Promotion » (ex aequo avec Prayon FC, voir ci-après)
- FC Winterslag est le 8e club limbourgeois différent à jouer en « Promotion » (ex aequo avec Overpelt-Fabriek, voir ci-après)

## Débuts en séries nationales
Sept clubs jouent leur toute première saison en séries nationales. Ils portent le nombre de cercles à avoir atteint l'échelon national du football belge à 243 clubs différents. 
En tenant des clubs ayant déjà joué en national mais évoluant pour la première fois à ce niveau, le nombre total de clubs ayant joué en « Promotion » en tant que 4e niveau passe à 92.
- FC Heist Sportief et Kontich FC sont les 50e et 51e clubs anversois différents à évoluer en séries nationales, les 18e différents en « Promotion » (ex aequo avec OLSE Merksem et Rupel SK, voir ci-dessus)
- AC Betekom est le 42e club brabançon différent à évoluer en séries nationales, le 15e différent en « Promotion » (ex aequo avec FC Diest, voir ci-dessus)
- K. Vereniging CS Yprois est le 22e club flandrien occidental différent à évoluer en séries nationales, le 7e différent en « Promotion »
- SK Deinze est le 20e club flandrien oriental différent à évoluer en séries nationales, le 8e différent en « Promotion »
- Prayon FC est le 37e club liégeois différent à évoluer en séries nationales, le 12e différent en « Promotion » (ex aequo avec Herve FC, voir ci-dessus)
- V&V Overpelt-Fabriek est le 23e club limbourgeois différent à évoluer en séries nationales, le 8e différent en « Promotion » (ex aequo avec FC Winterslag, voir ci-dessus)